# Anna Pelt
Anna Pelt (født 3. januar 1640, død 27. januar 1692) var en hollandskfødt kvinde og godsbestyrer, admiral Cort Adelers anden kone.
Hun var datter af købmand Aernout Pelt og Susanna van Gansepoel, begge tilhørende solide handelsborgerskabsfamilier i Amsterdam. Den 25. juli 1662 blev hun i Amsterdam gift med den norskfødte søofficer Cort Adeler som var vendt tilbage til de forenede Nederlandene efter tolv års tjeneste i den venetianske flåde. Annas far var død i 1651, men hendes mor deltog i bryllupsfesten som også huset mange fremtrædende mænd, deriblandt en del medlemmer af de nederlandske herrestater.
I 1660-årene bosatte parret sig på Christianshavn ved København. Anna Pelt blev enke da Cort Adeler døde den 5. november 1675. Han havde tidligere solgt sit gods til broderen Niels Adeler, men Anna fik købt det tilbage efter ægtemandens død. Fra Christianshavn overvågede hun som enke bestyrelsen af Gjemsøgodset i Bratsberg i Norge. Den daglige ledelse var dog overlat til en fuldmægtig og hans ansatte.

## Børn
1. Susanne Elisabeth (1663–1685), gift med søofficer Frederik Eiler Giedde (1641–1717)
2. Sophia Amalie, gift med officer og senere rigsgreve, Adam Frederik Trampe (1650–1704)
3. Frederikke Amalie (1667–1712), gift med oversekretær Bolle Luxdorph (1643–1698)
4. Frederik Christian Adeler (1668–1726), gehejmeråd, gift med Henriette Magrethe von Lente (1676–1703)